# Zwitsers voetbalelftal in 2015
Het Zwitsers voetbalelftal speelde tien officiële interlands in het jaar 2015, waaronder zes duels in de kwalificatiereeks voor het EK voetbal 2016 in Frankrijk. Zwitserland wist zich te plaatsen voor de eindronde onder leiding van bondscoach Vladimir Petković. Op de in 1993 geïntroduceerde FIFA-wereldranglijst begon Zwitserland in 2015 op de 12de plaats (januari 2015) en eindigde het land eveneens op de 12de plaats (december 2015).

## Balans
| Wedstrijden | Wedstrijden | Wedstrijden | Wedstrijden | Doelpunten | Doelpunten | Doelpunten | Punten |
| Gespeeld    | Winst       | Gelijk      | Verlies     | Voor       | Tegen      | Saldo      | Punten |
| ----------- | ----------- | ----------- | ----------- | ---------- | ---------- | ---------- | ------ |
| 10          | 7           | 1           | 2           | 24         | 10         | +10        | 1.500  |

## Interlands
|                                                             |                                                       |       |         |                                                                                 |
| 27 maart EK-kwalificatie № 752 «onderlinge duels» 20:45 uur | Zwitserland                                           | 3 – 0 | Estland | Swissporarena, Luzern Toeschouwers: 14.500 Scheidsrechter: Danny Makkelie (NED) |
| 27 maart EK-kwalificatie № 752 «onderlinge duels» 20:45 uur | Fabian Schär 17' Granit Xhaka 27' Haris Seferovic 80' |       |         | Swissporarena, Luzern Toeschouwers: 14.500 Scheidsrechter: Danny Makkelie (NED) |

|                                                               |                      |       |                  |                                                                          |
| 31 maart Vriendschappelijk № 753 «onderlinge duels» 18:15 uur | Zwitserland          | 1 – 1 | Verenigde Staten | Letzigrund, Zürich Toeschouwers: 16.100 Scheidsrechter: Luca Banti (ITA) |
| 31 maart Vriendschappelijk № 753 «onderlinge duels» 18:15 uur | Valentin Stocker 80' |       | 45' Brek Shea    | Letzigrund, Zürich Toeschouwers: 16.100 Scheidsrechter: Luca Banti (ITA) |

|                                                    |                                                             |       |               |                                                                               |
| 10 juni Vriendschappelijk № 754 «onderlinge duels» | Zwitserland                                                 | 3 – 0 | Liechtenstein | Stockhorn Arena, Thun Toeschouwers: 8.100 Scheidsrechter: Richard Trutz (SVK) |
| 10 juni Vriendschappelijk № 754 «onderlinge duels» | Blerim Džemaili 29' Xherdan Shaqiri 60' Blerim Džemaili 68' |       |               | Stockhorn Arena, Thun Toeschouwers: 8.100 Scheidsrechter: Richard Trutz (SVK) |

|                                                            |                    |       |                                     |                                                                                |
| 14 juni EK-kwalificatie № 755 «onderlinge duels» 20:45 uur | Litouwen           | 1 – 2 | Zwitserland                         | LFF Stadionas, Vilnius Toeschouwers: 4.786 Scheidsrechter: Craig Thomson (SCO) |
| 14 juni EK-kwalificatie № 755 «onderlinge duels» 20:45 uur | Fiodor Černych 64' |       | 69' Josip Drmić 84' Xherdan Shaqiri | LFF Stadionas, Vilnius Toeschouwers: 4.786 Scheidsrechter: Craig Thomson (SCO) |

|                                                                |                                                        |       |                                          |                                                                                 |
| 5 september EK-kwalificatie № 756 «onderlinge duels» 20:45 uur | Zwitserland                                            | 3 – 2 | Slovenië                                 | St. Jakob Park, Bazel Toeschouwers: 25.750 Scheidsrechter: Pavel Královec (CZE) |
| 5 september EK-kwalificatie № 756 «onderlinge duels» 20:45 uur | Josip Drmić 80' Valentin Stocker 84' Josip Drmić 90+4' |       | 45' Milivoje Novakovič 48' Boštjan Cesar | St. Jakob Park, Bazel Toeschouwers: 25.750 Scheidsrechter: Pavel Královec (CZE) |

|                                                                |                                        |       |             |                                                                                    |
| 8 september EK-kwalificatie № 757 «onderlinge duels» 20:45 uur | Engeland                               | 2 – 0 | Zwitserland | Wembley Stadium, Londen Toeschouwers: 75.751 Scheidsrechter: Gianluca Rocchi (ITA) |
| 8 september EK-kwalificatie № 757 «onderlinge duels» 20:45 uur | Harry Kane 67' Wayne Rooney 84' (pen.) |       |             | Wembley Stadium, Londen Toeschouwers: 75.751 Scheidsrechter: Gianluca Rocchi (ITA) |

|                                                              | |       |            |                                                                                       |
| 9 oktober EK-kwalificatie № 758 «onderlinge duels» 20:45 uur | Zwitserland | 7 – 0 | San Marino | AFG Arena, Sankt Gallen Toeschouwers: 16.200 Scheidsrechter: Mattias Gestranius (FIN) |
| 9 oktober EK-kwalificatie № 758 «onderlinge duels» 20:45 uur | Michael Lang 17' Gökhan Inler 55' (pen.) Admir Mehmedi 65' Johan Djourou 72' (pen.) Pajtim Kasami 75' Breel Embolo 80' (pen.) Eren Derdiyok 89' |       |            | AFG Arena, Sankt Gallen Toeschouwers: 16.200 Scheidsrechter: Mattias Gestranius (FIN) |

|                                                               |         |                            |             |                                                                                   |
| 12 oktober EK-kwalificatie № 759 «onderlinge duels» 20:45 uur | Estland | 0 – 1                      | Zwitserland | A. Le Coq Arena, Tallinn Toeschouwers: 7.304 Scheidsrechter: Pol van Boekel (NED) |
| 12 oktober EK-kwalificatie № 759 «onderlinge duels» 20:45 uur |         | 90+4' (e.d.) Ragnar Klavan |             | A. Le Coq Arena, Tallinn Toeschouwers: 7.304 Scheidsrechter: Pol van Boekel (NED) |

|                                                                  |                                                  |       |                                   |                                                                                                 |
| 13 november Vriendschappelijk № 760 «onderlinge duels» 20:45 uur | Slowakije                                        | 3 – 2 | Zwitserland                       | Štadión Antona Malatinského, Trnava Toeschouwers: 17.582 Scheidsrechter: Miroslav Zelinka (CZE) |
| 13 november Vriendschappelijk № 760 «onderlinge duels» 20:45 uur | Michal Ďuriš 39' Michal Ďuriš 48' Róbert Mak 55' |       | 63' Eren Derdiyok 67' Josip Drmić | Štadión Antona Malatinského, Trnava Toeschouwers: 17.582 Scheidsrechter: Miroslav Zelinka (CZE) |

|                                                        |                 |       |                                        |                                                                                    |
| 17 november Vriendschappelijk № 761 «onderlinge duels» | Oostenrijk      | 1 – 2 | Zwitserland                            | Ernst Happelstadion, Wenen Toeschouwers: 27.600 Scheidsrechter: Manuel Gräfe (GER) |
| 17 november Vriendschappelijk № 761 «onderlinge duels» | David Alaba 14' |       | 9' Haris Seferovic 38' Haris Seferovic | Ernst Happelstadion, Wenen Toeschouwers: 27.600 Scheidsrechter: Manuel Gräfe (GER) |

## FIFA-wereldranglijst
| JAN | FEB | MAR | APR | MEI | JUN | JUL | AUG | SEP | OKT | NOV | DEC |
| --- | --- | --- | --- | --- | --- | --- | --- | --- | --- | --- | --- |
| 12  | 11  | 12  | 9   | 9   | 11  | 18  | 17  | 17  | 12  | 11  | 12  |

## Statistieken
| Yann Sommer          | 1988-12-17 | Borussia M'gladbach | 5 | 0 | 0 | 15 | 0 |
| Roman Bürki          | 1990-11-14 | Borussia Dortmund   | 3 | 0 | 0 | 4  | 0 |
| Marwin Hitz          | 1987-09-18 | FC Augsburg         | 2 | 0 | 0 | 2  | 0 |
| Verdediging          |            |                     |   |   |   |    |   |
| Stephan Lichtsteiner | 1984-01-16 | Juventus            | 8 | 0 | 0 |    |   |
| Fabian Schär         | 1991-12-20 | TSG Hoffenheim      | 7 | 0 | 1 |    |   |
| Johan Djourou        | 1987-01-18 | Hamburger SV        | 6 | 1 | 1 |    |   |
| François Moubandje   | 1990-06-21 | Toulouse            | 5 | 1 | 0 |    |   |
| Ricardo Rodríguez    | 1992-08-25 | VfL Wolfsburg       | 5 | 0 | 0 |    |   |
| Timm Klose           | 1988-05-09 | VfL Wolfsburg       | 4 | 0 | 0 |    |   |
| Michael Lang         | 1991-02-08 | FC Basel            | 2 | 3 | 1 |    |   |
| Steve von Bergen     | 1983-06-10 | BSC Young Boys      | 2 | 0 | 0 |    |   |
| Silvan Widmer        | 1993-03-05 | Udinese             | 0 | 4 | 0 |    |   |
| Middenveld           |            |                     |   |   |   |    |   |
| Xherdan Shaqiri      | 1991-10-10 | Stoke City          | 9 | 0 | 2 |    |   |
| Gökhan İnler         | 1984-06-27 | Leicester City      | 8 | 0 | 1 |    |   |
| Valon Behrami        | 1985-04-19 | Watford             | 6 | 1 | 0 |    |   |
| Granit Xhaka         | 1992-09-27 | Borussia M'gladbach | 5 | 1 | 1 |    |   |
| Blerim Džemaili      | 1986-04-12 | Genoa CFC           | 3 | 2 | 2 |    |   |
| Pajtim Kasami        | 1992-06-02 | Olympiakos Piraeus  | 3 | 2 | 1 |    |   |
| Valentin Stocker     | 1989-04-12 | Hertha BSC          | 2 | 5 | 2 | 33 | 5 |
| Gelson Fernandes     | 1986-09-02 | Stade Rennais       | 2 | 1 | 0 |    |   |
| Luca Zuffi           | 1990-03-27 | FC Basel            | 1 | 2 | 0 | 3  | 0 |
| Fabian Frei          | 1989-01-08 | 1. FSV Mainz 05     | 1 | 1 | 0 |    |   |
| Fabian Lustenberger  | 1988-05-02 | Hertha BSC          | 1 | 1 | 0 |    |   |
| Aanval               |            |                     |   |   |   |    |   |
| Josip Drmić          | 1992-08-08 | Borussia M'gladbach | 7 | 2 | 4 |    |   |
| Admir Mehmedi        | 1991-03-16 | Bayer 04 Leverkusen | 6 | 2 | 1 |    |   |
| Haris Seferović      | 1992-02-22 | Eintracht Frankfurt | 4 | 3 | 3 |    |   |
| Eren Derdiyok        | 1988-06-12 | Kasımpaşa SK        | 2 | 2 | 2 |    |   |
| Breel Embolo         | 1997-02-14 | FC Basel            | 1 | 6 | 1 | 7  | 1 |
| Renato Steffen       | 1991-11-03 | BSC Young Boys      | 0 | 2 | 0 | 2  | 0 |